# Forest Row
Forest Row è un villaggio e comune nel distretto di Wealden nell'East Sussex (Gran Bretagna). Il paese si trova 5 km a sud-est di East Grinstead.

## Storia
Il nome deriva dal bosco di Ashdown, un bosco da caccia costruito apposta per i reali d'Inghilterra nel tredicesimo secolo. Il villaggio, originariamente piccolo, ha conosciuto due momenti di crescita, il primo nel diciottesimo secolo con la creazione di una strada a pedaggio nel diciottesimo secolo,
e poi nel 1866 in seguito alla realizzazione della ferrovia tra East Grinstead e Tunbridge Wells, che prevedeva anche una fermata a Forest Row, rimasta attiva fino al 1967 quando venne chiusa in seguito al programma di ristrutturazione delle British Railways.
Nel diciottesimo secolo la locanda del villaggio, tuttora esistente nella sua costruzione originale risalente in parte al medioevo, era anche un centro di contrabbando.

## Geografia fisica
Il comune di Forest Row si trova nella zona nord-ovest dell'East Sussex e confina con il West Sussex,il Kent e il Surrey. Il bosco di Ashdown circonda il paese su tre lati. Il comune è attraversato anche dal tratto iniziale del fiume Medway.
Il centro del villaggio si trova tra l'intersezione delle strade A22 (l'originaria strada a pagamento del diciottesimo secolo) e B2110 che va verso Hartfield e Tunbridge Wells.
Il laghetto di Weir Wood e il comune sono anche un parco naturalistico di interesse scientifico: si tratta infatti di una delle più estese zone paludose del Regno Unito e ospita una gran varietà di uccelli migratori.
Gli Hotel del paese sono il Brambletye Hotel il Chequers e il Foresters Arms. L'hotel e country club Ashdown Park venne parzialmente chiuso durante l'avvelenamento radioattiva dell'agente del KGB Alexander Litvinenko.

## Edifici e chiese
L'architettura del paese è un misto tra moderno e tradizionale, con un'alternanza tra cottage nello stile del Sussex ed edifici moderni concepiti per integrarsi nello stile complessivo del villaggio, come nel caso del complesso di Gage Close con i suoi edifici caratterizzati da coperture in rame.
Sono presenti due chiese di culto anglicano, la chiesa della Santa Trinità in Forest Row e la chiesa di San Dunstan a Ashurst Wood e la chiesetta cattolica della Madonna della Foresta. Oltre a queste, si trovano una cappella della chiesa Battista (la chiesa della Provvidenza) e una cappella adiacente al cimitero.
La casa Brambletye (conosciuta localmente come il castello di Brambletye) fu costruita nel 1631 da Sir Henry Compton ed è menzionata nel libro di Horace Smith La Casa Brambletye.

## Scuole
Per l'istruzione pubblica, è presente la Scuola Primaria CE di Forest Row. Ci sono inoltre anche alcune scuole private come la Greenfields School, che copre sia gli studi primari che quelli secondari per tutte le età.
Nelle vicinanze del paese si trovano inoltre istituti che seguono il movimento antroposofico di Rudolf Steiner, il Michael Hall e l'Emerson College.

## Attività ricreative, culturali e sportive
Nel centro del paese si trova un centro ricreativo donato alla comunità nel 1891 dall'alpinista Douglas Freshfiled e da sua madre agli abitanti di Forest Row in ricordo del figlio Henry Freshfield, morto prematuramente all'età di quattordici anni nel 1891. Il centro venne distrutto da un incendio nel 1895 e venne subito ricostruito.
La Forest Way lungo l'antica ferrovia che passa per il centro arrivando da un lato fino a East Grinstaed e dall'altro
fino a Groombridge a 14.5 km di distanza è usata per andare in bicicletta e per andare a cavallo.
A Forest Row sono presenti diverse associazioni artistiche:
The Forest Player (compagnia di teatro amatoriale), la Pantomima di Ashdown, la Forest Row Film Society, il Binkell-Bing Magic Club e la Jupiter Chamber Orchestra.
Sono attive associazioni sportive di calcio, cricket (Cricket Club), golf (Anderida Golfers), vela (Weir Wood Sailing Club) e il club sciistico One Plunker Club che organizza annualmente viaggi nelle Alpi per snowboard e monosci nelle Alpi.
Due altri gruppi sono il Ashdown Forest Conservators e il Forest Modelling Club.
Il Royal Ashdown Forest Golf Club è stato fondato nel 1889 e dispone di due campi.

## Curiosità
John Fitzgerald Kennedy, trentacinquesimo presidente degli Stati Uniti d'America, in visita nel Regno Unito per colloqui con l'allora primo ministro Harold Macmillan che risiedeva nel vicino paese di Birch Grove, presenziò a una messa celebrata nella chiesa di Forest Row dedicata alla Madonna.
Il Brambletye Inn era frequentato da Sir Arthur Conan Doyle che lo nomina nel suo libro "Il capitano di lungo corso"  in cui Sherlock Holmes e il Dottor Watson soggiornano nell'hotel di Forest Row e investigano sull'omicidio di un capitano di marina in pensione.